# شمعون بن شلومو
شمعون بن شلومو (بالعبرية: שמעון בן שלמה) (مواليد 1942) سياسي إسرائيلي سابق شغل منصب عضو في الكنيست بين عامي 1984 و1988.

## السيرة
ولد في اليمن في عام 1942. هاجر شمعون إلى إسرائيل في عام 1949. درس في مدرسة دينية بمدينة بئر يعقوب قبل الانتساب في كلية المعلمين الدينية في بيت شيمش.
انضم إلى حزب شاس الجديد في ثمانينات القرن العشرين في وقت مبكر وانتخب عضوا في الكنيست في قائمة عام 1984. صار عضوا في لجان المالية والخارجية والدفاع والعمل والرفاه وتسبب في جدل عندما ادعى أن جنود الجيش الإسرائيلي قتلوا في لبنان بسبب الفجور في الجيش. في 27 سبتمبر 1988 غادر حزب شاس للترشح كمستقل. في انتخابات نوفمبر 1988 ترأس حزب جديد اسمه يشاي لكنه فاز فقط 2947 صوتا وبالتالي فشل في عبور العتبة الانتخابية وخسر بن شلومو مقعده.